# Sucker (Charli XCX)
Sucker è il secondo album in studio della cantautrice britannica Charli XCX, pubblicato il 15 dicembre 2014.

## Descrizione
Nel marzo 2014 Charli XCX ha rivelato di aver iniziato a lavorare sul disco con Rivers Cuomo, frontman dei Weezer, e con Rostam Batmanglij, membro dei Vampire Weekend.
Nel giugno 2014 l'artista ha pubblicato il singolo Boom Clap, che fa anche parte della colonna sonora del film Colpa delle stelle. Il brano ha avuto un grande successo in Europa, Oceania e Stati Uniti.
Nell'agosto seguente è stato pubblicato il singolo Break the Rules, seguito nel gennaio 2015 da Doing It, realizzato in collaborazione con Rita Ora.
L'album è stato nominato il sesto miglior disco dell'anno dalle riviste Rolling Stone e Spin.

## Tracce
1. Sucker – 2:42 (Charli XCX, Justin Raisen, Jerry James)
2. Break the Rules – 3:23 (Charli XCX, Steve Mac, Tor E. Hermansen, Mikkel S. Eriksen, Daniel Omelio, Magnus Høiberg)
3. London Queen – 2:51 (Charli XCX, Justin Raisen, Jerry James, Ariel Rosenberg, Remi Nicole)
4. Breaking Up – 2:17 (Charli XCX, Patrik Berger, Noonie Bao, Markus Krunegård)
5. Gold Coins – 3:02 (Charli XCX, Patrik Berger)
6. Boom Clap – 2:49 (Charli XCX, Patrik Berger, Fredrik Berger, Stefan Gräslund)
7. Doing It – 3:48 (Charli XCX, Ariel Rechtshaid, Jarrad Rogers, Noonie Bao, Matthew Burns)
8. Body of My Own – 2:45 (Charli XCX, Patrik Berger, Christian Olsson)
9. Famous – 3:52 (Charli XCX, Greg Kurstin)
10. Hanging Around – 3:18 (Charli XCX, Rivers Cuomo, Justin Raisen, Jerry James)
11. Die Tonight – 2:51 (Charli XCX, Patrik Berger, Noonie Bao, Markus Krunegård, Pontus Winnberg, Rostam Batmanglij, Andrew Wyatt)
12. Caught in the Middle – 3:01 (Charli XCX, Benjamin Levin, Nick van Hofwegen)
13. Need Ur Luv – 3:45 (Charli XCX, Rostam Batmanglij, Noonie Bao, Andrew Wyatt)

## Classifiche
| Classifica (2015) | Posizione massima |
| ----------------- | ----------------- |
| Austria           | 44                |
| Belgio (Fiandre)  | 61                |
| Belgio (Vallonia) | 47                |
| Francia           | 42                |
| Germania          | 57                |
| Irlanda           | 17                |
| Italia            | 81                |
| Paesi Bassi       | 65                |
| Regno Unito       | 15                |
| Spagna            | 59                |
| Stati Uniti       | 28                |
| Svizzera          | 33                |
| Ungheria          | 13                |